# Dorfen
Dorfen település Németországban, azon belül Bajorországban. Lakosainak száma 15 197 fő (2023. december 31.). Dorfen Lengdorf és Taufkirchen községekkel határos.

## Népesség
A település népessége az elmúlt években az alábbi módon változott:
| Lakosok száma | 1594 | 4112 | 10 007 | 13 943 | 14 120 | 14 171 | 14 494 | 14 650 | 14 992 | 15 197 |
|               | 1875 | 1950 | 1970   | 2011   | 2013   | 2014   | 2016   | 2019   | 2021   | 2023   |